# Théâtre d'Aujourd'hui
El Théâtre d'Aujourd'hui és un teatre ubicat en el núm. 3.900 del carrer Saint-Denis de Mont-real (Quebec). Fou fundat el 1968, producte del reagrupament de tres companyies de teatre semiprofessionals: Le Mouvement contemporain (dirigida per André Brassard), Les Saltimbanques (dirigida per Rodrig Mathieu) i Les Apprentis-Sorciers (dirigida per Jean-Pierre Saulnier i Pierre Collin). El Théâtre d'Aujourd'hui es consagra exclusivament a la creació, producció i difusió de la dramatúrgia quebequesa i canadenca d'expressió francesa. El 1991 el teatre és traslladat a l'emplaçament actual. Disposa de dues sales: la principal i la sala Jean-Claude Germain.